# Ann Curtis

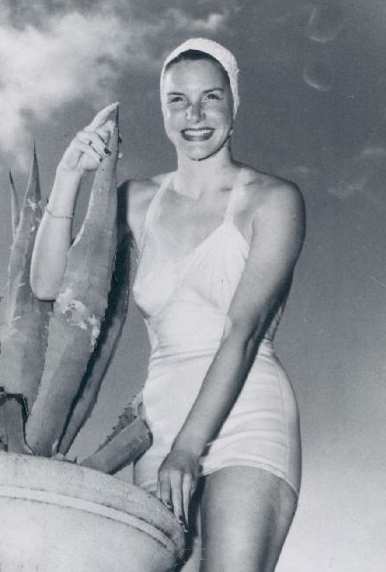
Ann Curtis (1948)

Ann Curtis Cuneo (* 6. März 1926 in San Francisco; † 26. Juni 2012 in San Rafael (Kalifornien)) war eine US-amerikanische Schwimmerin.
In ihrer Laufbahn gewann sie 34 US-amerikanische Meisterschaften im Schwimmen, ein Rekord, den erst Tracy Caulkins 1981 übertreffen konnte. Bei den Olympischen Spielen 1948 in London wurde sie über 400 m Freistil und mit der 4 × 100-m-Freistilstaffel Olympiasiegerin und gewann zudem die Silbermedaille über 100 m Freistil.
Nach diesen Spielen beendete sie ihre Laufbahn und eröffnete eine Schwimmschule.
1944 wurde Curtis mit der Sportler des Jahres-Auszeichnung von Associated Press geehrt.

## Einzelnachweis
1. ↑  Ann Curtis Cuneo's Obituary. In: Marin Independent Journal. Legacy.com, 1. Juli 2012, abgerufen am 10. Mai 2014 (englisch).

| Personendaten    | Personendaten                |
| ---------------- | ---------------------------- |
| NAME             | Curtis, Ann                  |
| ALTERNATIVNAMEN  | Cuneo, Ann                   |
| KURZBESCHREIBUNG | US-amerikanische Schwimmerin |
| GEBURTSDATUM     | 6. März 1926                 |
| GEBURTSORT       | San Francisco                |
| STERBEDATUM      | 26. Juni 2012                |
| STERBEORT        | San Rafael (Kalifornien)     |